# Makalu Air
Makalu Air Priv. Ltd est une compagnie aérienne basée à Nepalganj au Népal. 
La société a été créée en 2009 et a reçu un Certificat d'Opérateurs de l'Air par l'Autorité de l'aviation civile du Népal. Makalu Air fournit des vols charters pour passagers et de fret.
La compagnie figure sur la liste des transporteurs aériens interdits dans l'Union européenne.

## Destinations
La compagnie aérienne dessert les destinations suivantes : 
| Destination   | L'aéroport         | Notes |
| ------------- | ------------------ | ----- |
| Birendranagar | Surkhet Aéroport   | hub   |
| Nepalgunj     | Nepalgunj Aéroport | hub   |
| Bajura        | Bajura Aéroport    |       |
| Dolpa         | Dolpa Aéroport     |       |
| Jumla         | Jumla Aéroport     |       |
| Rara          | Talcha Aéroport    |       |
| Simikot       | Simikot Aéroport   |       |

## Flotte
La flotte de Makalu Air comprend les appareils suivants (août 2018),:

| Appareil                  | Dans la flotte | Ordre | Passagers |
| ------------------------- | -------------- | ----- | --------- |
| Cessna 208B Grand Caravan | 1              | 0     | 9         |

## Accidents et incidents
Le 21 novembre 2011, un Cessna 208B Grand Caravan de Makalu Aira décolla de Surkhet, en route pour Talcha. Lors de l'atterrissage sur Talcha, l'avion a glissé hors de la piste et a heurté un rocher, endommageant l'avant de l'avion—quatre des 11 occupants ont été blessés,.
Le 4 août 2016 un Cessna 208B Grand Caravan de Makalu Air a décollé de Simikot, en route pour Surkhet. Après une panne de moteur, en pleine ascension, l'avion fut forcé d'atterrir dans la rivière Karnali. Les deux pilotes ont survécu à l'accident.
Le 16 mai 2018 un Cessna 208B Grand Caravan de Makalu Air, opérant un vol de transport de marchandises, a décollé pour Simikot, de Surkhet. L'avion s'est écrasé près de la passe de Simikot, aucun des deux pilotes n'a survécu.